# Pol Moya
Pol Moya Betriu (La Seu d'Urgell, 9 dicembre 1996) è un mezzofondista andorrano, specializzato negli 800 metri piani.

## Biografia
Figlio di genitori catalani, Moya ha esordito nei circuiti internazionali di atletica leggera nel 2014. Nel 2016 ha rappresentato il principato dei Pirenei ai Mondiali indoor di Portland e qualificatosi ai Giochi olimpici di Rio de Janeiro 2016, facendo da portabandiera della delegazione nel corso della cerimonia di chiusura delle Olimpiade. Successo ha riscontrato nelle competizioni spagnole e nei Giochi dei piccoli stati d'Europa.
Moya detiene numerosi record di mezzofondo nazionali.

## Palmarès
| Anno | Manifestazione               | Sede             | Evento          | Risultato | Prestazione | Note             |
| ---- | ---------------------------- | ---------------- | --------------- | --------- | ----------- | ---------------- |
| 2014 | Mondiali U20                 | Eugene           | 800 m piani     | Batteria  | 1'58"44     |                  |
| 2015 | Europei U20                  | Eskilstuna       | 800 m piani     | Batteria  | 1'56"04     |                  |
| 2016 | Mondiali indoor              | Portland         | 800 m piani     | Batteria  | 1'54"19     |                  |
| 2016 | Camp. del Mediterraneo U23   | Tunisi           | 800 m piani     | 5º        | 1'50"63     |                  |
| 2016 | CSS Europa                   | Marsa            | 800 m piani     | 7º        | 1'51"88     |                  |
| 2016 | Europei                      | Amsterdam        | 800 m piani     | Batteria  | 1'50"03     |                  |
| 2016 | Giochi olimpici              | Rio de Janeiro   | 800 m piani     | Batteria  | 1'48"88     |                  |
| 2017 | Europei indoor               | Belgrado         | 800 m piani     | Batteria  | 1'50"88     |                  |
| 2017 | Giochi piccoli stati europei | Serravalle       | 800 m piani     | Bronzo    | 1'50"72     |                  |
| 2017 | Giochi piccoli stati europei | Serravalle       | 1500 m piani    | Argento   | 4'01"06     |                  |
| 2017 | Europei U23                  | Bydgoszcz        | 800 m piani     | Batteria  | 1'49"48     |                  |
| 2017 | Mondiali                     | Londra           | 800 m piani     | Batteria  | 1'49"06     |                  |
| 2019 | Europei indoor               | Glasgow          | 800 m piani     | Batteria  | 1'53"21     |                  |
| 2019 | Giochi piccoli stati europei | Antivari         | 800 m piani     | Oro       | 1'51"52     |                  |
| 2019 | Giochi piccoli stati europei | Antivari         | 1500 m piani    | Bronzo    | 3'57"96     |                  |
| 2019 | Mondiali                     | Doha             | 800 m piani     | Batteria  | 1'48"52     |                  |
| 2021 | Europei indoor               | Toruń            | 800 m piani     | Batteria  | 1'51"97     |                  |
| 2021 | Giochi olimpici              | Tokyo            | 800 m piani     | Batteria  | 1'47"44     |                  |
| 2022 | Giochi del Mediterraneo      | Orano            | 800 m piani     | Batteria  | 1'49"39     |                  |
| 2022 | Giochi del Mediterraneo      | Orano            | 1500 m piani    | 5º        | 3'43"58     |                  |
| 2022 | Europei di cross             | Venaria Reale    | Staffetta mista | 14ª       | 19'57"      |                  |
| 2023 | Europei indoor               | Turchia          | 1500 m piani    | Batteria  | 3'42"23     | Record nazionale |
| 2023 | Giochi piccoli stati europei | Marsa            | 800 m piani     | Argento   | 1'50"37     |                  |
| 2023 | Giochi piccoli stati europei | Marsa            | 1500 m piani    | Oro       | 3'41"10     | Record nazionale |
| 2024 | Europei di cross             | Antalya          | Staffetta mista | 11º       | 19'58"      |                  |
| 2025 | Europei indoor               | Apeldoorn        | 1500 m piani    | Batteria  | 3'41"48     |                  |
| 2025 | Giochi piccoli stati europei | Andorra La Vella | 800 m piani     | Oro       | 1'47"85     |                  |
| 2025 | Giochi piccoli stati europei | Andorra La Vella | 1500 m piani    | Oro       | 3'47"23     |                  |

## Campionati nazionali
2019
- Oro ai campionati andorrani, 800 metri piani - 1'49"14

2022
- Oro ai campionati andorrani, 800 metri piani - 1'49"09